# 베티 쿠퍼
엘리자베스 "베티" 쿠퍼(영어: Elizabeth "Betty" Cooper)는 아치 코믹스에서 출판하는 아치 시리즈의 히로인 캐릭터이다. 1941년 12월 《펩 코믹스》 22호에 처음 등장했고, 존 L. 골드워터와 밥 몬태나가 공동 창작하였다.
애니메이션판에서는 제인 웨브, 리사 코리스틴, 아메리카 영이 성우를 맡았다. 실사 드라마 《리버데일》에서는 릴리 라인하트가 베티를 연기한다.